# Brauerei zur Stadt Hamburg

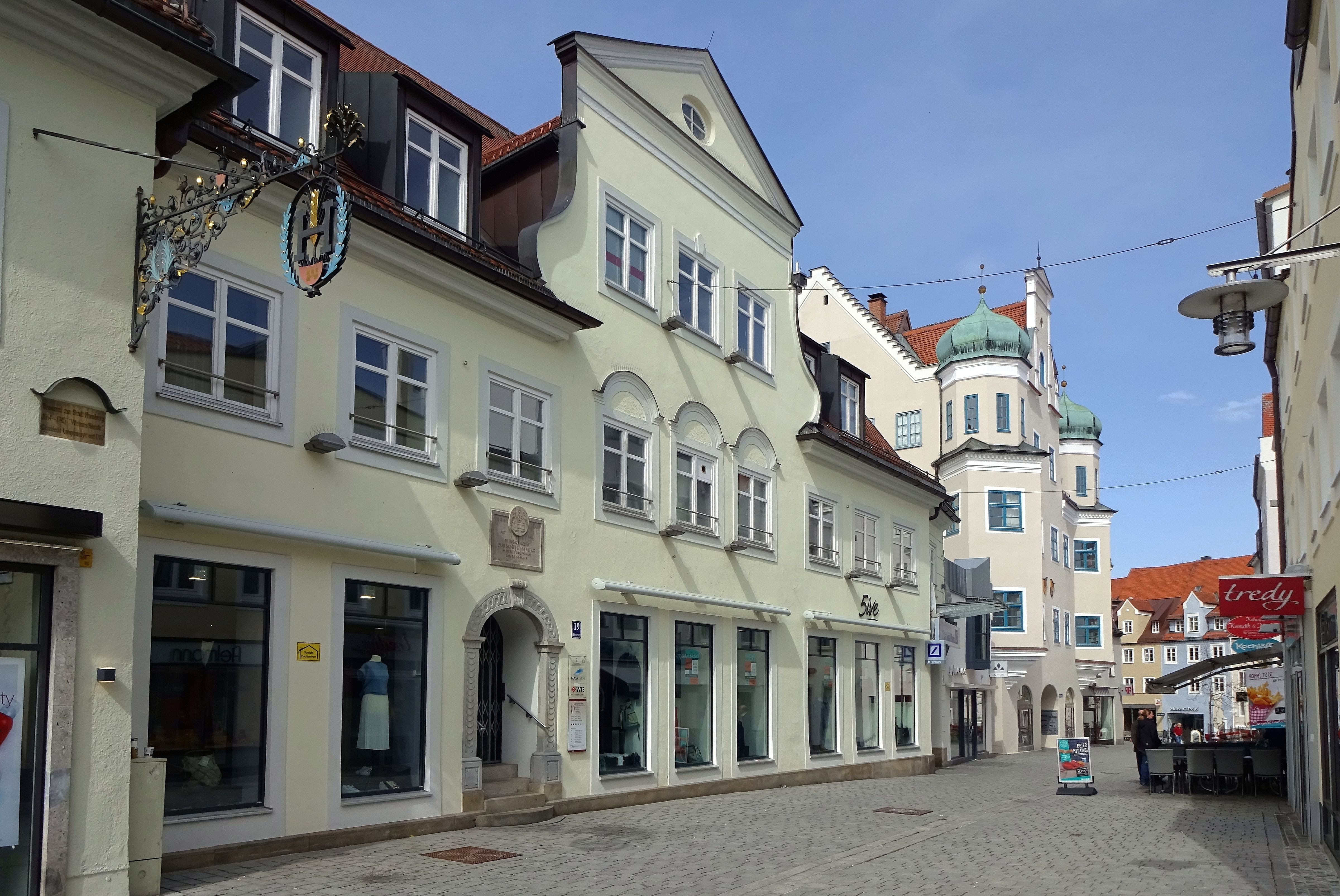
Gebäude mit dem historischen Ausleger der Brauereigaststätte an der Fischerstraße in Kempten

Die Brauerei zur Stadt Hamburg war eine Gaststätte und Brauerei an der Fischerstraße in Kempten (Allgäu). Die Brauerei wurde 1981 als letzte Privatbrauerei Kemptens aufgegeben. Das Baudenkmal hat unter anderem die Anschrift Fischerstraße 19.

## Geschichte
Ursprünglich hieß die Brauerei mit Gaststätte Zum Weißen Rössle; die Gaststätte hatte eine Brauerei-, Branntweinbrennerei- und Weinschenkengerechtigkeit. Die Gründung erfolgte wohl 1600. Als Eigentümer sind für das Jahr 1666 ein Konstantin Langenmayer und 1689 ein Jakob Röhlin belegt.
Im Jahr 1743 wurde die Gaststätte in Zur Stadt Hamburg umbenannt. Grund dafür war, dass Jakob Röhlin während seiner Wanderschaft in Hamburg war und nach seiner Rückkehr nach Kempten als der Hamburger bezeichnet wurde. Ab 1755 war Johann Jakob Schmid Besitzer der Brauerei mit Gaststätte. 1763 war dies ein Stefan Röhlin. Von da an wechselten sich Familienmitglieder mit dem Nachnamen Langenmayer und Zorn ab.
1981 wurde die Brauerei von der Allgäuer Brauhaus AG übernommen und daraufhin aufgegeben, 1991 dann auch die Gaststätte geschlossen. Die Gebäude an der Fischerstraße erinnern dank einer Inschrift und eines historischen, gusseisernen Auslegers an die Brauereigeschichte in den langgestreckten, verbundenen Gebäuden im Stil des Klassizismus.
Die Immobilien werden von den Brauereinachkommen Otto Langenmayr GmbH & Co. KG verwaltet und vermietet. Heute befinden sich im Gebäude der Gastwirtschaft eine Bankfiliale und Bekleidungseinzelhandel. Die Gebäude der Brauerei, hinter der Gastwirtschaft bis zur Zwingerstraße, wurden abgerissen und durch neue Gebäude ersetzt.